# Лебеді (Рівненський район)
Лебеді́ — село в Україні, в Рівненському районі Рівненської області. Населення становить 148 осіб.

## Географія
Селом тече річка Устя, яка бере початок біля села Дермань Перша, впадає в став села Лебеді, а згодом тече лугами та полями села Лебеді в напрямку сіл Гільча Перша та Гільча Друга і так далі аж до міста Рівне.

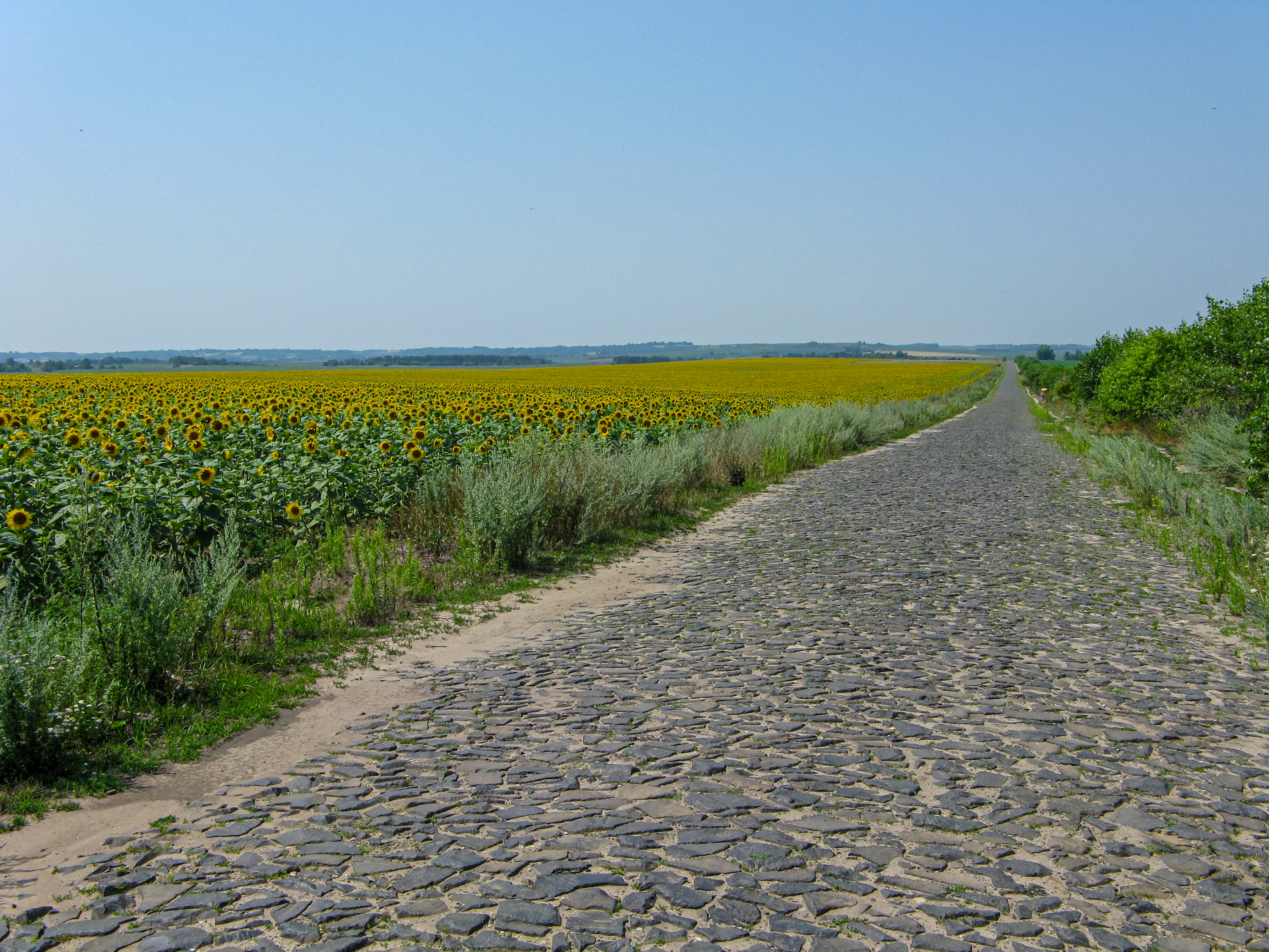
Кам'яна дорога в село Лебеді (протяжність 2 км)

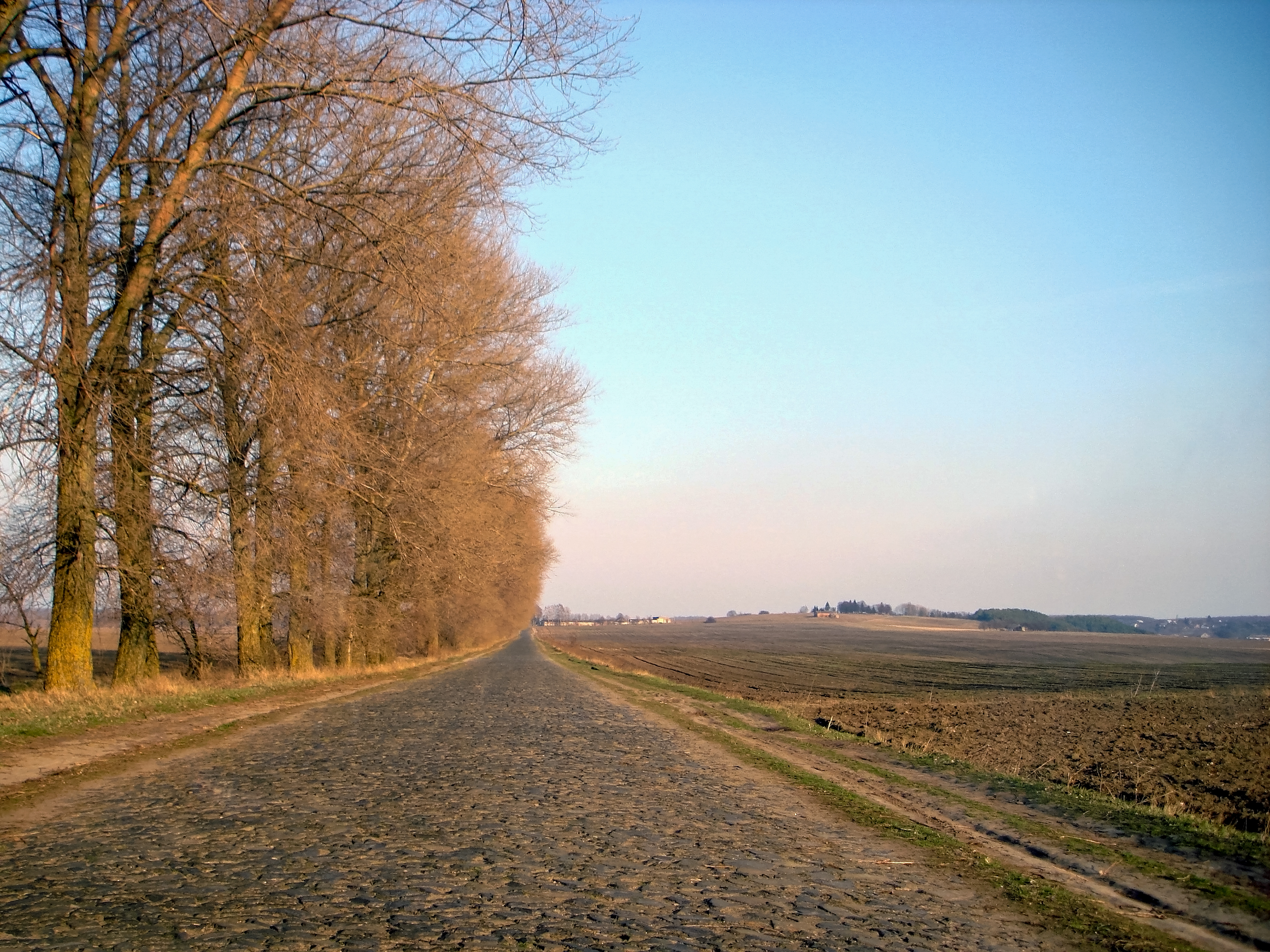
Дорога від села Лебеді до села Верхів (2007)

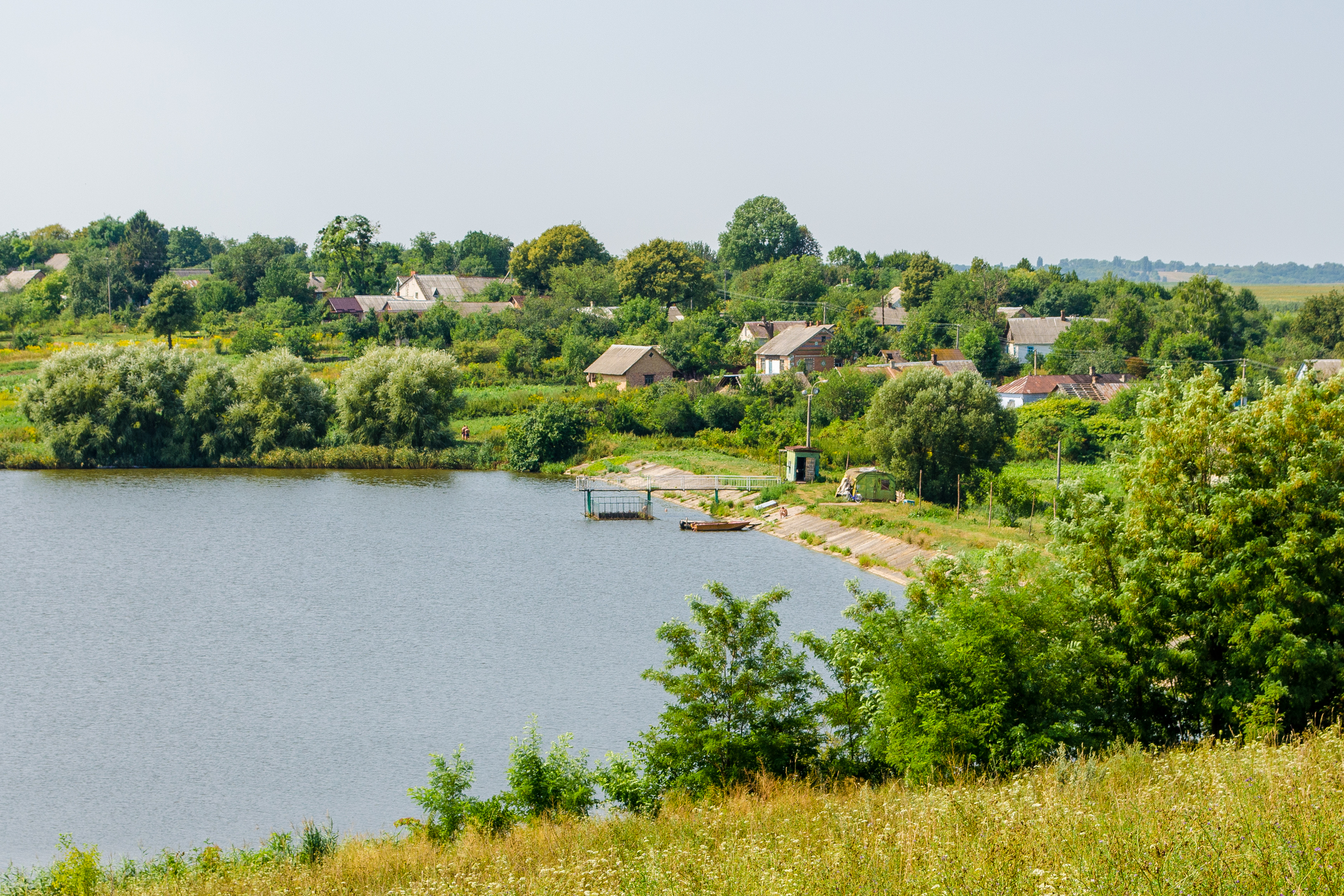
Село Лебеді (ставок і дамба)

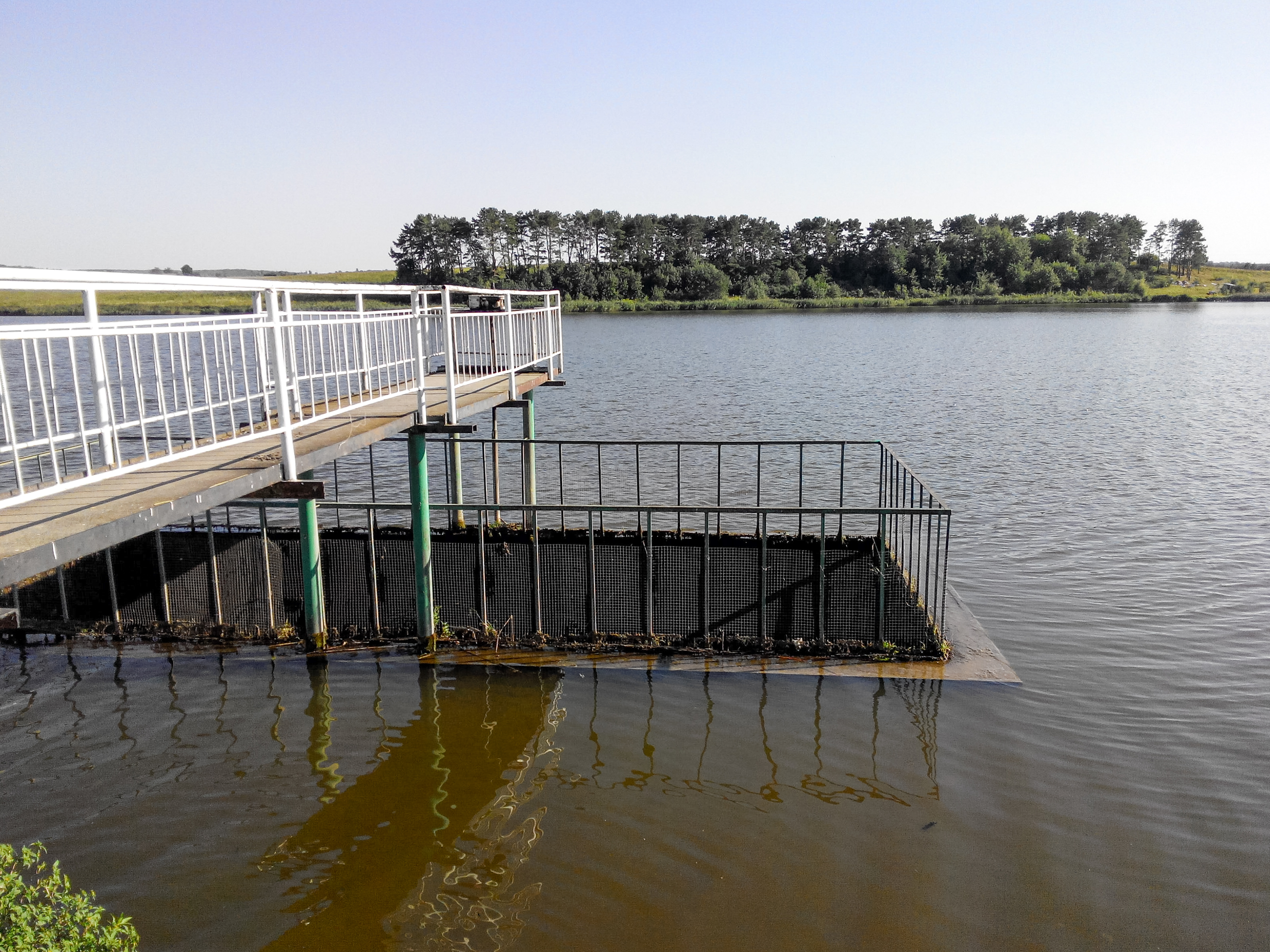
Лебедський став з дамби

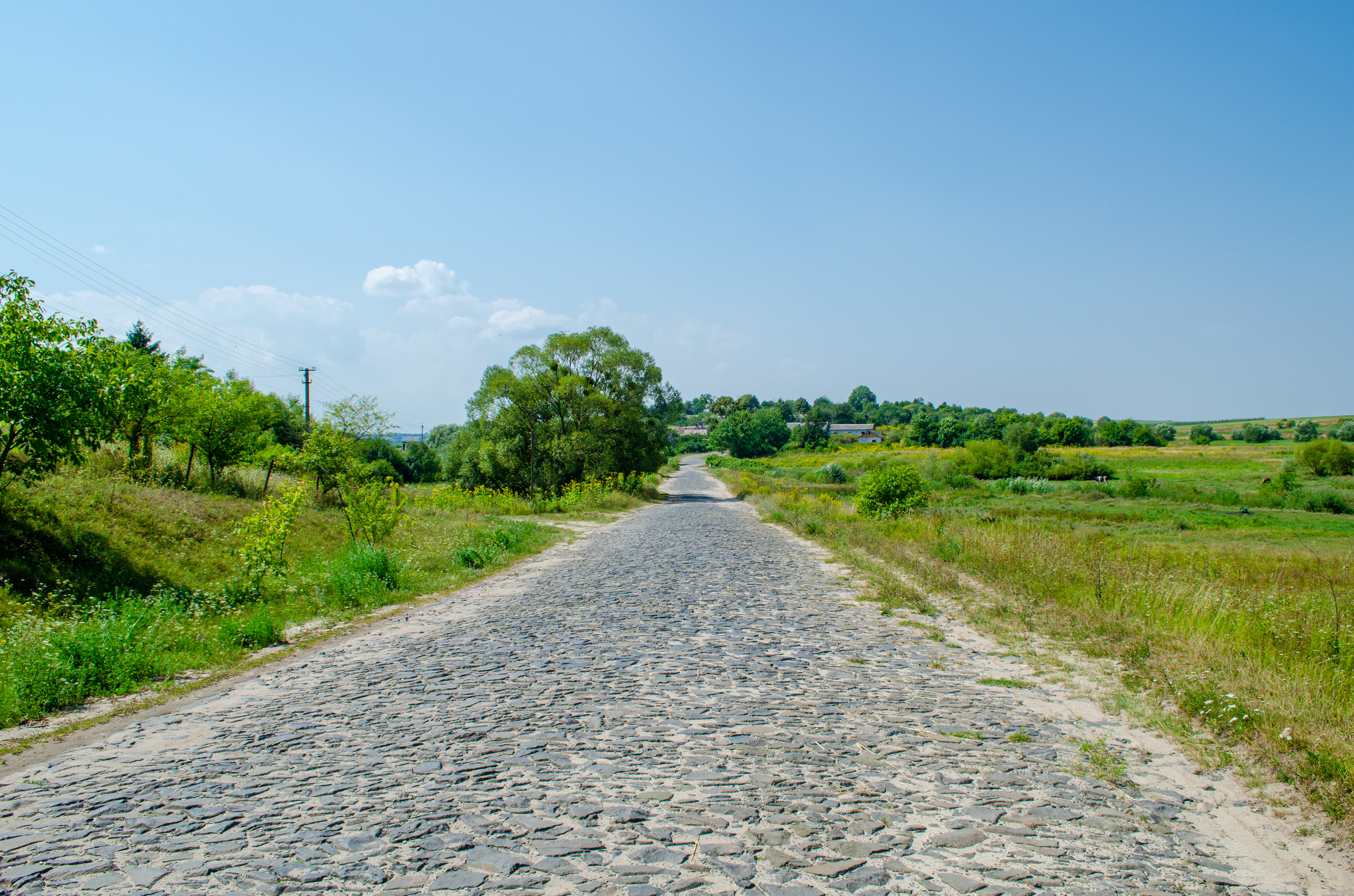
Село Лебеді (центральна частина)

## Історія
Назва місцевості Лебеді постала від залишків старих боярських, волинських і польських родів, які  часто також називаються на Поліссі Буслами (Боцянами),  тому, що на документах мали печатки зі знаком птиці.  Ґрунти були там пласкі, від заходу горбковаті. В 1583 році село належало до  Острога, князь Василь-Костянтин Острозький, який платив від Лебедів за 4 дим., З город, і 1 підсудка. В 1601 році князь Януш (Іван) Острозький передає це село до ординації Острозької, останнім ординатом був Януш Сангушко. Від Януша Острозького село перейшло до канцлера Малаховського  в 1753 році. Після конфіскації в 1795 році Лебеді отримав російський царський генерал німецького походження — Ферстен, а від нього відкупив в 1802 році сенатор граф Юзеф  Ільїнський.  
В кінці 19 століття в селі 43 доми і 237 жителів.
У 1906 році село Хорівської волості Острозького повіту Волинської губернії. Відстань від повітового міста 18 верст, від волості 18. Дворів 44, мешканців 277.
На початку 20 століття Лебеді належали до Вільгельму Гольдману. За переписом 1911 року до великої земельної  власності належало в селі 131 десятина.

## Хроніки
29 вересня 2005 року о 14:10 під час контрольного обльоту території магістрального нафтопроводу «Дружба» по маршруту Мозир-Броди для огляду траси щодо виконання робіт з розвідки та розкопки дефектів трубопроводу вертоліт «МІ-2» фірми «Промінтерсервіс» міста Києва зробив аварійну посадку на дамбі ставка села Лебеді. Внаслідок пориву вітру вертоліт перекинувся та загорівся. За не офіційною версією та чутками пілот просто хотів купити риби і невдало посадив гелікоптер.

## Згадки в літературі
Село Лебеді згадує у своєму романі "Волинь" письменник Улас Самчук, який народився в сусідньому селі Дермань:

| Але ж куди насправді все то пливе? Та вода? Та ціла річка? Володько стоїть, руки заложені за спину, очі вперті в прозору, жовтаву воду, на обличчі задума. І враз приходить ще одна думка: а що, коли б отак. піти за водою? Отак усе лугом та лугом... І куди б зайшов? Це ось довкола "наша Лебедщина", а там далі, за тими кущами вільшини, як літом сходить сонце, невеличке село Лебеді. А що там далі? Тато кажуть: річка тече до моря. Іти отак просто-просто і там... море. Аж страшно. Таке велике, велике, ні кінця, ні краю, сама вода і вода... І глибоке, глибоке! Володькові очі все ширшають і ширшають, на щоках з'явились рум'янці. Щось дуже сильне тягне його туди. Так хотілося б, так дуже хотілося б... Бачити. Чути. Знати.[5] |
Річка, про яку говорить герой роману "Волинь" хлопчик Володька - це Устя.

| — На ставу,— каже,— нашому колись лебеді кублились, а тому і село так звуть. Вийдеш, було, ранком, а вони з-під туману випливають. Ех! — І в тому "ех" Володько щось таке вичував, що аж здригався. |